# One Desire
Singles de Jakarta
SuperStar
(2008)
One Desire est une chanson du collectif de DJs Jakarta sortie le 26 septembre 2008 sous le label Universal. La chanson a été écrite et produite par Xavier Longuepée, David Toinet, Dookey Mackey, David Furst, Patrick Di Vito et produite par Jakarta.
Un clip as été postée sur YouTube par ahahhaha le 30 avril 2008

## Classement par pays
| Classement (2008)                       | Meilleure position |
| --------------------------------------- | ------------------ |
| France (SNEP)                           | 5                  |
| Belgique (Wallonie Ultratop 50 Singles) | 10                 |

## Historique de sortie
| Formats   | Date de sortie    | Label        | Numéro catalogue |
| --------- | ----------------- | ------------ | ---------------- |
| 12" Maxi  | 26 septembre 2008 | DST / Housen | 0090204894833    |
| CD Single | 14 novembre 2008  | Dance Street | 0090204895236    |
| CD-Maxi   | 14 novembre 2008  | Dance Street | 0090204895199    |